# Tłustosz śródziemnomorski
Tłustosz śródziemnomorski (Eysarcoris ventralis) – gatunek pluskwiaka z podrzędu różnoskrzydłych i rodziny tarczówkowatych. Zamieszkuje krainy: palearktyczną, etiopską i orientalną oraz Hawaje.

## Taksonomia
Gatunek ten opisany został po raz pierwszy w 1837 roku przez Johna Obadiah Westwooda pod nazwą Pentatoma ventralis. Jako miejsce typowe wskazał on Bengal.

## Morfologia
Pluskwiak o dość krępym, w zarysie krótko-owalnym ciele długości od 5 do 6 mm. W ubarwieniu jego przeważa kolor szarożółty lub szarobrązowy z gęstym punktowaniem ciemno- do czarnobrązowego koloru. Głowa ma boki czarnobrązowe do czarnych, a wierzch szarożółty z parą jasnych kropek przed oczami. Nadustek jest wolny i tak długi jak policzki lub trochę dłuższy od nich. Czułki buduje pięć członów, z których trzy pierwsze i nasada czwartego są żółte, a dalsza ich część brązowa. Przedplecze ma przednią krawędź prostą do lekko zaokrąglonej, pozbawioną wcięcia przy głowie. Boczne krawędzie przedplecza są w przedniej połowie proste, a jego boczne kąty są zaokrąglone i nie wystają poza nasady półpokryw, co odróżnia go od tłustosza zielarza. Ciemne punktowanie w przedniej części przedplecza jest mniejsze niż u tłustoszy zielarza i zielonobrzuchego. Znacznie krótsza od przykrywki półpokryw tarczka ma część nasadową pozbawioną dużej plamy czarnej, lecz zaopatrzoną w parę małych, okrągłych, jasnych wypukłości w kątach bocznych oraz małą, czarną plamkę u wierzchołka. Półpokrywy mają zakrywki wystające poza szczyt odwłoka, bezbarwne do brązowawych. Na śródpiersiu znajduje się żeberko między odnóżami. Barwa odnóży jest jasna z ciemnym nakrapianiem ud i punktowaniem goleni. Listewka brzeżna odwłoka jest czarna z wąskimi rozjaśnieniami przy zewnętrznych krawędziach segmentów. Spód odwłoka pośrodku jest czarny, a po bokach jasny.

## Ekologia i występowanie
Owad ten bytuje w szerokim spektrum siedlisk, od suchych przez wilgotne po mokre, w tym w lasach, na ich skrajach, na nasłonecznionych zboczach, ciepłych terenach otwartych, a w strefie subtropikalnej i tropikalnej na łąkach i polach uprawnych. Jest polifagicznym fitofagiem ssącym soki z szerokiego spektrum roślin z rodzin traw, ciborowatych, sitowatych, kapustowatych, bobowatych i selerowatych. Zimują postacie dorosłe w kępach traw i pod opadłym listowiem. W Europie Środkowej aktywne mogą stawać się już w marcu, a okres rozrodczy przypada zwykle na koniec maja.

## Występowanie
Gatunek szeroko rozsiedlony w Starym Świecie. W Europie znany jest z Portugalii, Hiszpanii, Francji, Niemiec, Szwajcarii, Austrii, Włoch, Malty, Polski, Czech, Słowacji, Węgier, Białorusi, Ukrainy, Mołdawii, Rumunii, Bułgarii, Słowenii, Chorwacji, Bośni i Hercegowiny, Czarnogóry, Serbii, Albanii, Macedonii Północnej, Grecji oraz europejskich części Rosji i Turcji. W Afryce podawany jest z Azorów, Madery, Wysp Kanaryjskich, Maroka, Algierii, Tunezji, Libii, Egiptu, Republiki Zielonego Przylądka i kontynentalnej części krainy etiopskiej. W palearktycznej Azji znany jest z Cypru, anatolijskiej części Turcji, Gruzji, Armenii, Azerbejdżanu, Syrii, Izraela, Synaju, Iraku, Arabii Saudyjskiej, Kuwejtu, Kataru, Zjednoczonych Emiratów Arabskich, Omanu, Jemenu, Kazachstanu, Turkmenistanu, Uzbekistanu, Tadżykistanu, Kirgistanu, Iranu, Afganistanu, Chin, Korei, Japonii i Tajwanu. Poza tym występuje w krainie orientalnej (w tym w Indiach i Mjanmie) i na Hawajach, gdzie prawdopodobnie został zawleczony.
W Polsce owad ten stwierdzony został tylko dwukrotnie, raz na Górnym Śląsku i raz w Beskidzie Wschodnim, przy czym ten pierwszy rekord powstać mógł w wyniku zawleczenia z transportem winogron. Na Słowacji również jest gatunkiem bardzo rzadkim, występującym tylko na południu kraju.